# Filialkirche Haidkirchen

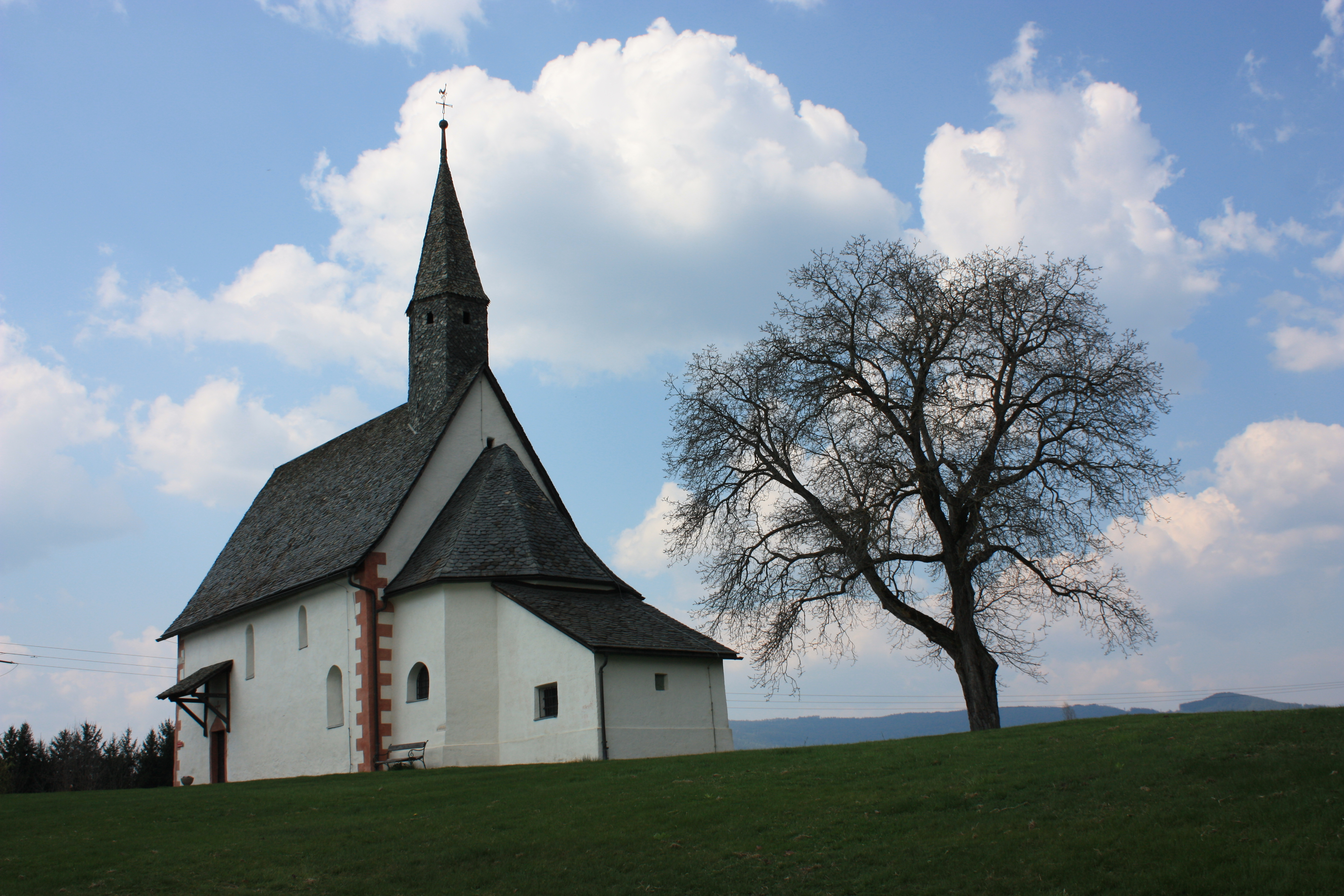

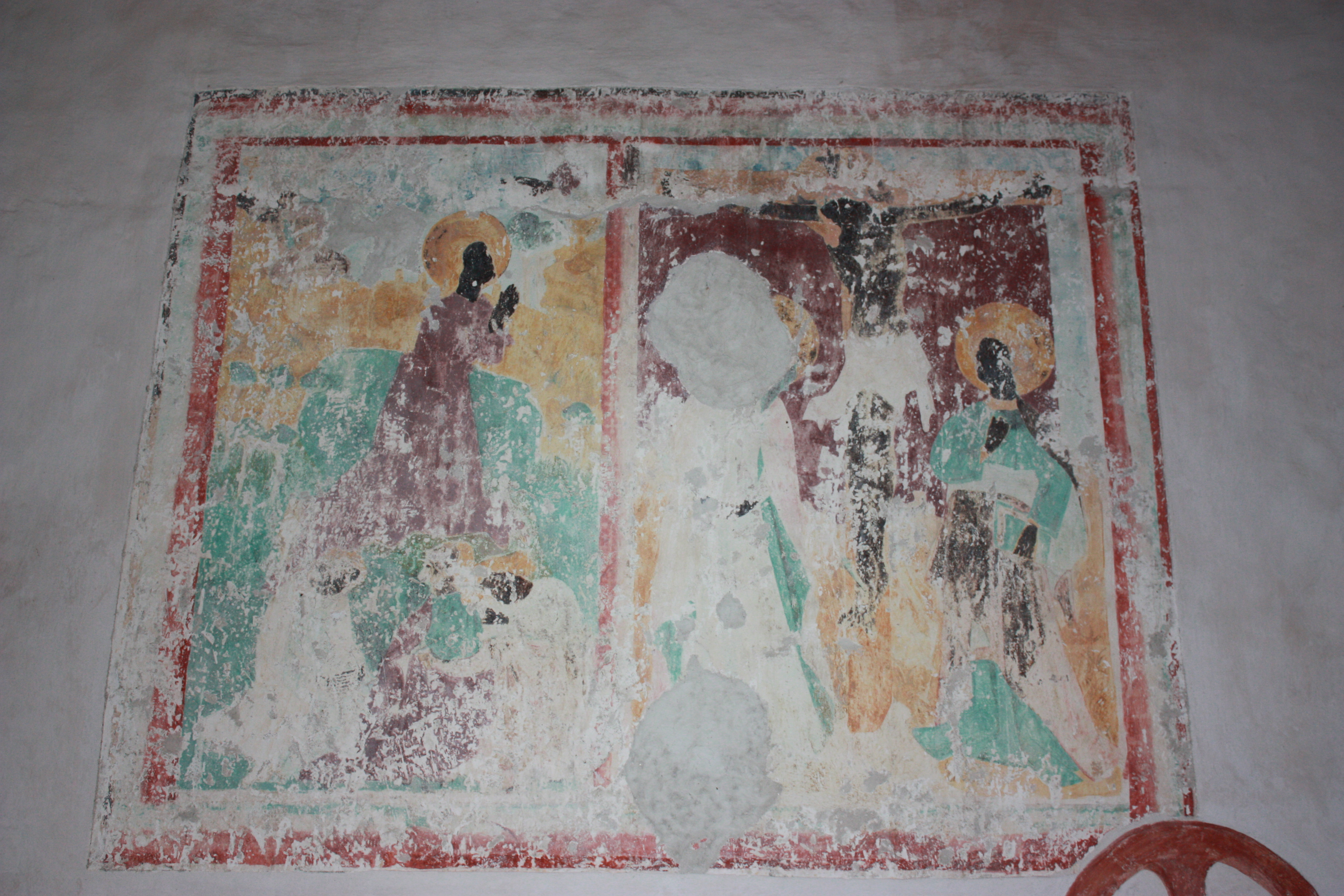
Fresken

Die Filialkirche Haidkirchen in der Gemeinde Kappel am Krappfeld steht auf einem flachen Plateau östlich des Flusses Gurk. Die 1155 erstmals erwähnte Kirche ist zu Ehren  des heiligen Cyriacus geweiht und gehört zur römisch-katholischen Pfarre Kappel am Krappfeld.

## Baubeschreibung
Die Kirche besteht aus einem romanischen Langhaus mit Flachdecke, Satteldach und einem hölzernen Dachreiter, einer gotischen Apsis mit Fünfachtelschluss und einer östlich anschließenden Sakristei mit Pultdach von 1851. Alle Dächer sind mit Steinplatten gedeckt. Die Glocke wurde um 1450 gegossen. An der Südwestecke ist ein römisches Grabinschriftfragment für Secundinius Viator eingemauert. Die hölzerne Westempore wurde um 1700 errichtet. Im Langhaus freigelegten Wandmalereien stellen Christus am Ölberg und die Kreuzigung dar.

## Einrichtung
Am um 1680 entstandene Hochaltar mit einfacher Ädikula steht die Schnitzfigur des heiligen Cyriacus, im Oberbild ist der auferstandene Christus dargestellt. Der linke Seitenaltar von 1697 besteht aus einer einfachen Ädikula auf kleinem Sockel und einem Akanthusrahmen als Aufsatz. Die Nische birgt eine Madonnenstatue, das Aufsatzbild zeigt die Marienkrönung. Am Altarblatt des rechten Seitenaltars von 1717 ist die Marienkrönung im Himmel dargestellt, auf Erden sind die Pestheiligen Sebastian und Rochus sowie die heilige Rosalia. Auf der Altarmensa steht eine um 1500 geschnitzte, spätgotische Statue des heiligen Cyriacus.